# Bazilika
Bazilika (z starořeckého βασιλική στοά basiliké stoá královské sloupořadí) je původně stavba v antickém Řecku, v níž úřadovali archonti. Ve starověkém Římě to byla tržnice či soudní síň na hlavním náměstí (forum). Ve středověku se bazilika stala jednak oblíbeným architektonickým typem románského kostela, jednak čestným titulem některých kostelů, zpravidla sídel vyšších církevních hodnostářů.

## Antická bazilika

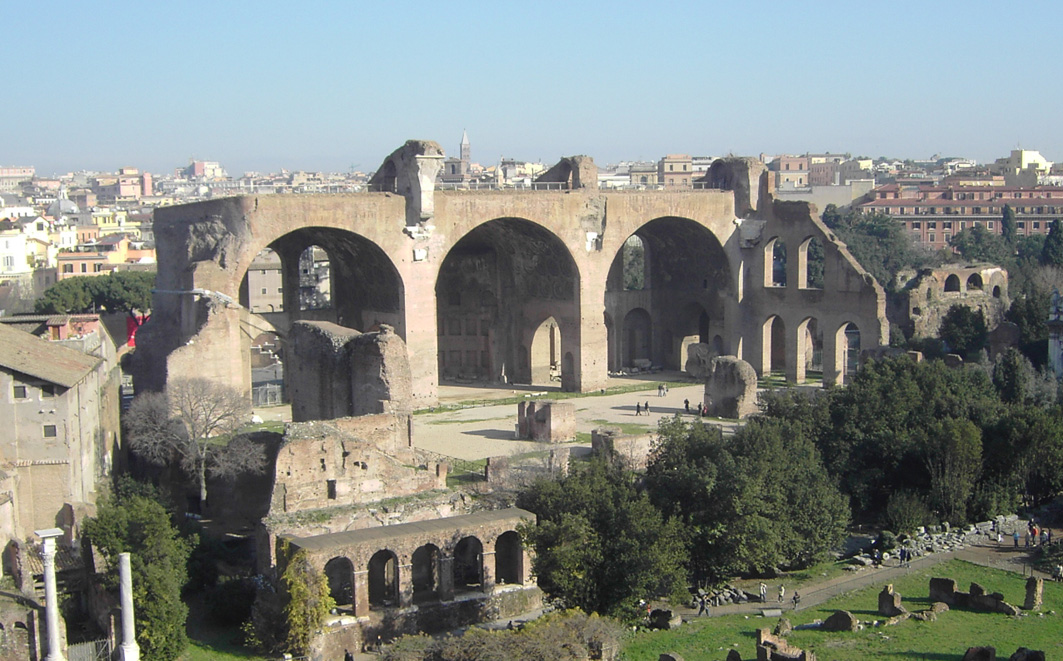
Pozůstatky antické Maxentiovy baziliky na římském fóru

Starověká bazilika byla obdélníkového půdorysu, které mohla být jedno- i vícelodní, krytá nebo nekrytá, se vchodem na kratším i delším boku, s apsidou nebo bez ní, přízemní či patrová.
Rozlišují se dva typy římské baziliky:
- orientální, která měla vchod (nebo vchody) na delší straně a její interiér byl rozdělen na střední loď a průchod, který vedl okolo ní,
- řecká, která měla vchod na jedné z kratších stran s apsidou naproti.

### Baziliky na římském Foru
- Basilica Porciana – vybudoval Cato starší v době, kdy působil jako censor
- Basilica Aemilia – zbudoval censor Aemilius Lepidus roku 179 př. n. l.
- Basilica Iulia – dokončil Augustus
- Basilica Opimia – vystavěl consul Opimius roku 169[zdroj?]
- Basilica Sempronia – zbudoval censor Tiberius Sempronius Gracchus roku 169

### Palácové baziliky
V době raného císařství se bazilika stala audienčním sálem, součástí paláce. Ve 3. století se již vládnoucí vrstva na fóru příliš neobjevovala, namísto toho vládla ze svých paláců. Namísto toho se aristokracie setkávala s klienty ve své audienční síni.

## Bazilika v církevní architektuře

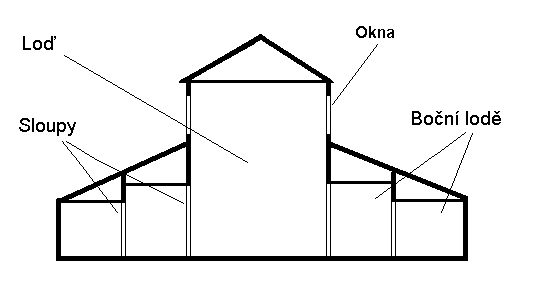
Bazilika jako stavební typ kostela (řez)

Křesťané v antice nechtěli využívat pohanské svatyně a stavět si podobné, proto si pro své svatyně přizpůsobili řeckou baziliku. Ve 4. století dostala řadu charakteristických prvků, mj. prodloužený půdorys se zřetelně osovým řešením a dřevěnou vazbou (otevřenou nebo oddělenou dřevěným stropem).
V architektuře se bazilika používá (nezávisle na kanonických funkcích, které kostel plní) pro kostely, které mají více lodí, kde hlavní loď je vyšší než boční a která má vlastní, tzv. bazilikální okna (nad střechami bočních lodí). Podobný kostel, kde však hlavní loď nemá okna, se nazývá pseudobazilika. I pražská katedrála svatého Víta, Václava a Vojtěcha je tak architektonicky chápána jako bazilika.

## Čestný titul kostela

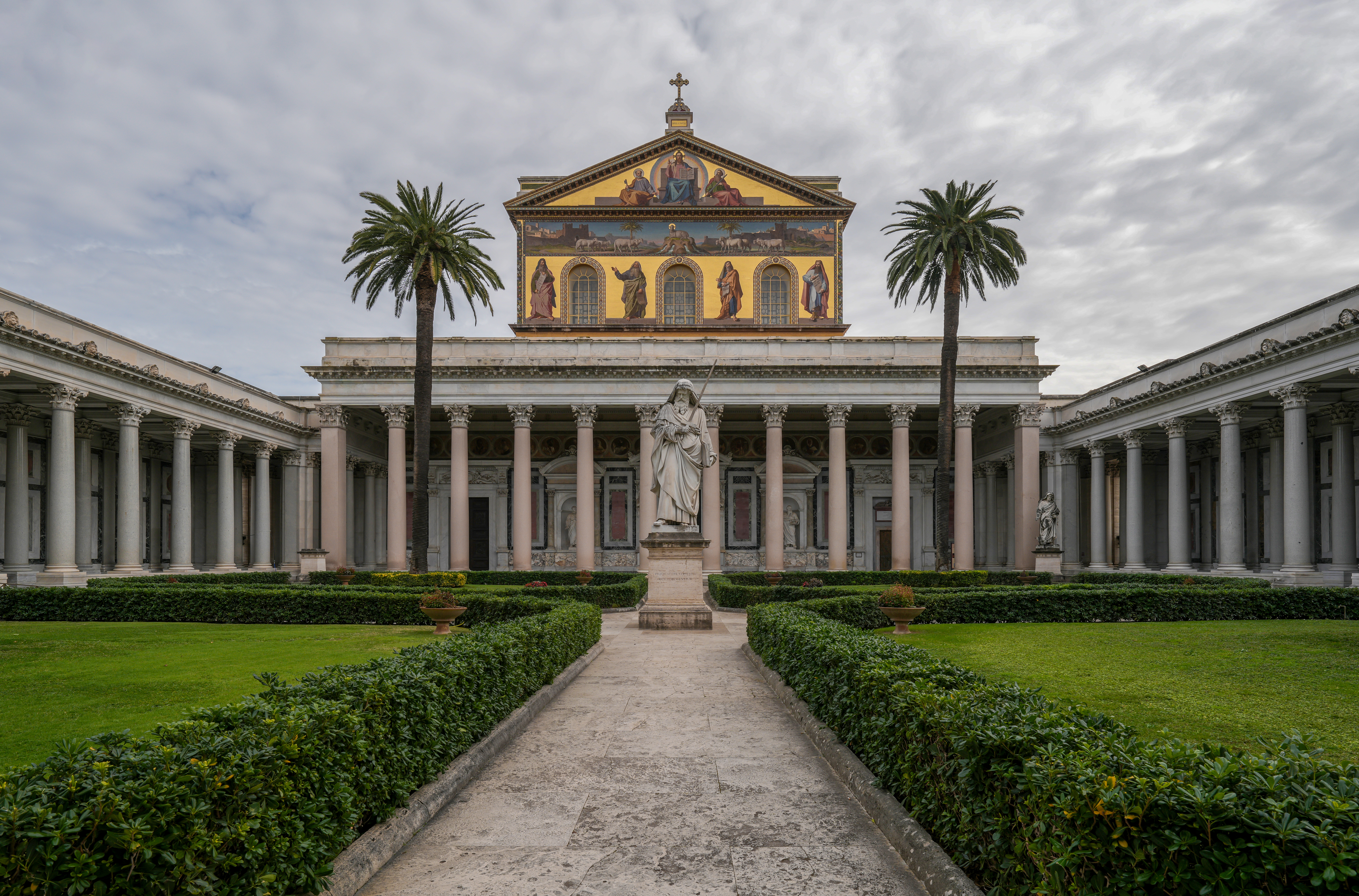
Bazilika sv. Pavla za hradbami, jedna ze čtyř basilicae maiores

Bazilika je také pojem v rámci křesťanství, který se v kanonickém právu a liturgice vztahuje na základě formálního svolení či nepamětného zvyku na některé významné kostely z důvodů, které nejsou definovány. Od středověku bylo označení bazilika přiznáváno jako čestný titul udělovaný některým kostelům, zpravidla těm, které byly sídlem vyššího církevního hodnostáře, např. biskupa nebo papežského legáta. Titul větší bazilika (basilica maior) je rezervován pro vlastní kostely papeže s papežským trůnem, menší bazilika (basilica minor) pak pro ostatní.

### Basilica maior
Mezi větší baziliky, latinsky basilica maior, se řadí především čtyři velké papežské baziliky v Římě a dále také dvě baziliky v Assisi spojené se sv. Františkem.
Papežské baziliky v Římě jsou lateránská bazilika, bazilika svatého Petra, bazilika svatého Pavla za hradbami a bazilika Panny Marie Sněžné. V Assisi titul patriarchální baziliky má bazilika svatého Františka z Assisi (Assisi) a bazilika Panny Marie Andělské s Porciunkulí.

### Basilica minor
Menších bazilik je daleko větší počet; jednak několik desítek v samotném Římě, ale také v mnoha zemích. Povýšení kostela na baziliku schvaluje papež. Privilegia těchto kostelů jsou stanovena v dokumentu Domus ecclesiae z roku 1989.